# Andreja Klepač
Andreja Klepač (Koper, RS Eslovènia, Iugoslàvia, 13 de març de 1986) és una tennista professional d'Eslovènia.

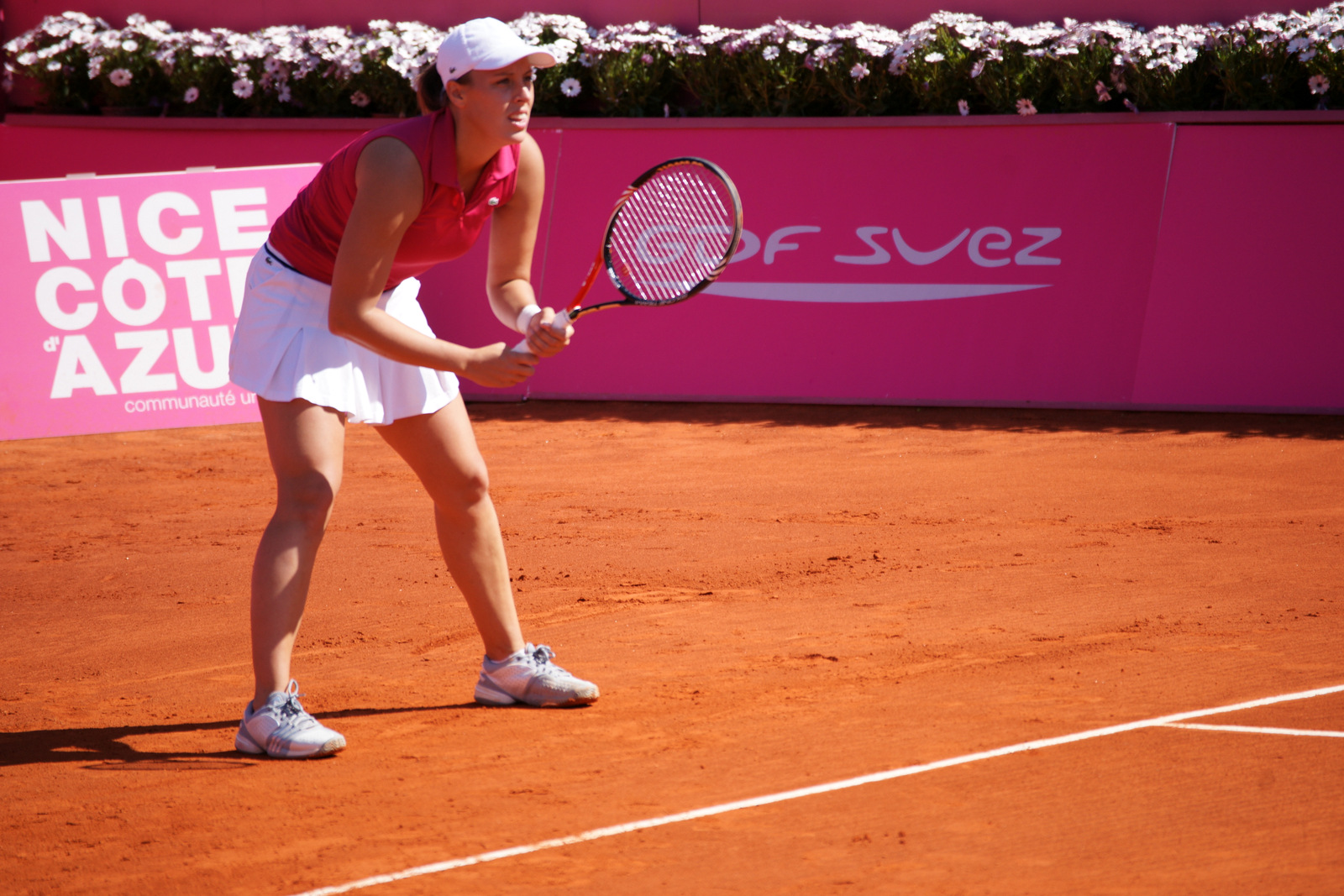
Open Cagnes-sur-Mer 2011

Encara que no ha guanyat cap títol individual de la WTA, ha disputat una final individual, ha aconseguit vuit títols en dobles femenins. A més, ha aconseguit tres títols individuals i tretze en dobles femenins en el circuit de la ITF.

## Palmarès

### Individual: 1 (0−1)
| Llegenda                     |
| ---------------------------- |
| Grand Slam (0−0)             |
| WTA Tour Championships (0−0) |
| Tier I (0−0)                 |
| Tier II (0−0)                |
| Tier III (0−1)               |
| Tier IV (0−0)                |
| Tier V (0−0)                 |

| Títols per superfície |
| --------------------- |
| Dura (0−0)            |
| Gespa (0−0)           |
| Terra batuda (0−1)    |

| Resultat  | Núm. | Data                 | Torneig           | Superfície   | Oponent      | Marcador    |
| --------- | ---- | -------------------- | ----------------- | ------------ | ------------ | ----------- |
| Finalista | 1.   | 13 de juliol de 2008 | Budapest, Hongria | Terra batuda | Alizé Cornet | 6−7(5), 3−6 |

### Dobles femenins: 23 (11−12)
| Abans de 2009                                        | 2009 − 2020             | Després de 2021 |
| ---------------------------------------------------- | ----------------------- | --------------- |
| Grand Slam (0−0)                                     |                         |                 |
| WTA Tour Championships / WTA Finals (0−0)            |                         |                 |
| WTA Tournament of Champions / WTA Elite Trophy (1−0) |                         |                 |
| Tier I (0−0)                                         | Premier Mandatory (0−0) | WTA 1000 (0−1)  |
| Tier II (0−0)                                        | Premier 5 (1−1)         | WTA 1000 (0−1)  |
| Tier III (0−0)                                       | Premier (2−2)           | WTA 500 (2−0)   |
| Tier IV / V (0−1)                                    | International (4−5)     | WTA 250 (1−2)   |

| Títols per superfície |
| --------------------- |
| Dura (6−8)            |
| Gespa (2−0)           |
| Terra batuda (3−4)    |

| Resultat   | Núm. | Data                   | Torneig                        | Superfície   | Parella                 | Oponents                               | Marcador            |
| ---------- | ---- | ---------------------- | ------------------------------ | ------------ | ----------------------- | -------------------------------------- | ------------------- |
| Finalista  | 1.   | 23 de setembre de 2007 | Portorož, Eslovènia            | Dura         | Elena Likhovtseva       | Lucie Hradecká Renata Voráčová         | 5−7, 6−4, [10−7]    |
| Finalista  | 2.   | 19 d'abril de 2009     | Barcelona, Espanya             | Terra batuda | Sorana Cîrstea          | Núria Llagostera M.J. Martínez Sánchez | 3−6, 6−2, [10−8]    |
| Guanyadora | 1.   | 21 de juliol de 2013   | Bad Gastein, Àustria           | Terra batuda | Sandra Klemenschits     | Kristina Barrois Eleni Daniïlidu       | 6−1, 6−4            |
| Finalista  | 3.   | 13 de juliol de 2014   | Bad Gastein                    | Terra batuda | María Teresa Torró Flor | Karolína Plísková Kristýna Plíšková    | 6−4, 3−6, [6−10]    |
| Guanyadora | 2.   | 20 de juliol de 2014   | Båstad, Suècia                 | Terra batuda | María Teresa Torró Flor | Jocelyn Rau Anna Smith                 | 6−1, 6−1            |
| Guanyadora | 3.   | 23 d'agost de 2014     | New Haven, Estats Units        | Dura         | Sílvia Soler Espinosa   | Marina Erakovic A. Parra Santonja      | 7−5, 4−6, [10−7]    |
| Finalista  | 4.   | 12 d'octubre de 2014   | Tientsin, Xina                 | Dura         | Sorana Cîrstea          | Alla Kudryavtseva Anastassia Rodiónova | 7−6(6), 2−6, [8−10] |
| Finalista  | 5.   | 8 d'agost de 2015      | Washington DC, Estats Units    | Dura         | Lara Arruabarrena       | Belinda Bencic Kristina Mladenovic     | 5−7, 6−7(7)         |
| Guanyadora | 4.   | 27 de setembre de 2015 | Seül, Corea del Sud            | Dura         | Lara Arruabarrena       | Kiki Bertens Johanna Larsson           | 2−6, 6−3, [10−6]    |
| Finalista  | 6.   | 18 d'octubre de 2015   | Hong Kong, Hong Kong           | Dura         | Lara Arruabarrena       | Alizé Cornet Iaroslava Xvédova         | 5−7, 4−6            |
| Guanyadora | 5.   | 24 de setembre de 2017 | Tòquio, Japó                   | Dura         | M.J. Martínez Sánchez   | Daria Gavrilova Dària Kassàtkina       | 6−3, 6−2            |
| Finalista  | 7.   | 7 de gener de 2018     | Brisbane, Austràlia            | Dura         | M.J. Martínez Sánchez   | Kiki Bertens Demi Schuurs              | 5−7, 2−6            |
| Finalista  | 8.   | 17 de febrer de 2018   | Doha, Qatar                    | Dura         | M.J. Martínez Sánchez   | Gabriela Dabrowski Jeļena Ostapenko    | 3−6, 3−6            |
| Finalista  | 9.   | 8 d'abril de 2018      | Charleston, Estats Units       | Terra batuda | M.J. Martínez Sánchez   | Alla Kudryavtseva Katarina Srebotnik   | 3−6, 3−6            |
| Guanyadora | 6.   | 24 de juny de 2018     | Mallorca, Espanya              | Gespa        | M.J. Martínez Sánchez   | Lucie Šafářová Barbora Štefková        | 6−1, 3−6, [10−3]    |
| Guanyadora | 7.   | 18 d'agost de 2019     | Cincinnati, Estats Units       | Dura         | Lucie Šafářová          | Anna-Lena Grönefeld Demi Schuurs       | 6−4, 6−1            |
| Guanyadora | 8.   | 27 d'octubre de 2019   | WTA Elite Trophy, Zhuhai, Xina | Dura (i)     | Liudmila Kitxenok       | Duan Yingying Yang Zhaoxuan            | 6−3, 6−3            |
| Finalista  | 10.  | 22 de maig de 2021     | Parma, Itàlia                  | Terra batuda | Darija Jurak            | Coco Gauff Caty McNally                | 3−6, 2−6            |
| Guanyadora | 9.   | 26 de juny de 2021     | Bad Homburg, Alemanya          | Gespa        | Darija Jurak            | Nadia Kitxenok Raluca Olaru            | 6−3, 6−1            |
| Guanyadora | 10.  | 8 d'agost de 2021      | San Jose, Estats Units         | Dura         | Darija Jurak            | Gabriela Dabrowski Luisa Stefani       | 6−1, 7−5            |
| Finalista  | 11.  | 15 d'agost de 2021     | Mont-real, Canadà              | Dura         | Darija Jurak            | Gabriela Dabrowski Luisa Stefani       | 3−6, 4−6            |
| Finalista  | 12.  | 9 de gener de 2022     | Adelaida, Austràlia            | Dura         | Darija Jurak Schreiber  | Ashleigh Barty Storm Sanders           | 1−6, 4−6            |
| Guanyadora | 11.  | 10 d'abril de 2022     | Charleston                     | Terra batuda | Magda Linette           | Lucie Hradecká Sania Mirza             | 6−2, 4−6, [10−7]    |

## Trajectòria

### Dobles femenins
| Open d'Austràlia | A  | A   | A  | 3R | 1R | 1R | QF | 1R | 3R | 1R | QF | 1R | 2R | 1R | 0 / 11    | 11 – 11   |
| Roland Garros | 2R | A   | A  | 1R | A  | 2R | 1R | 3R | 3R | QF | 3R | 1R | QF | 1R | 0 / 11    | 14 – 11   |
| Wimbledon | Q1 | A   | 1R | 2R | A  | 1R | 1R | 1R | 3R | 3R | 1R | NC | 1R | QF | 0 / 10    | 8 – 10    |
| US Open | A  | A   | 3R | 1R | 2R | 1R | QF | QF | QF | 1R | 1R | 2R | 3R | 3R | 0 / 12    | 17 – 12   |
| WTA Finals | A  | A   | A  | A  | A  | A  | A  | A  | A  | A  | A  | NC | RR |    | 0 / 1     | 1 − 2     |
| Rànquing a final d'any | 94 | 100 | 64 | 78 | 67 | 43 | 25 | 30 | 24 | 18 | 30 | 39 | 19 |    | 398 – 395 | 398 – 395 |
| Llegenda: G: Guanyadora; F: Finalista; SF: Semifinalista; QF: Quarts de final; Q: Qualificació; A: Absent; RR: Round Robin |    |     |    |    |    |    |    |    |    |    |    |    |    |    |           |           |

### Dobles mixts
| Open d'Austràlia | A  | A | A  | 2R | SF | 1R | 1R | 2R | 2R | QF | 1R | 0 / 8 | 8 – 8  |
| Roland Garros | A  | A | A  | 2R | 2R | QF | 2R | 2R | NC | A  | 2R | 0 / 6 | 7 – 6  |
| Wimbledon | 2R | A | 2R | 1R | QF | 3R | 2R | 3R | NC | QF | 2R | 0 / 9 | 13 – 9 |
| US Open | A  | A | A  | 1R | 1R | 1R | A  | 1R | NC | 2R | 1R | 0 / 6 | 1 – 6  |
| Llegenda: G: Guanyadora; F: Finalista; SF: Semifinalista; QF: Quarts de final; Q: Qualificació; A: Absent; RR: Round Robin |    |   |    |    |    |    |    |    |    |    |    |       |        |